# Иша (река)
Иша́ — река в Республике Алтай и Алтайском крае России, правый приток Катуни.

## География

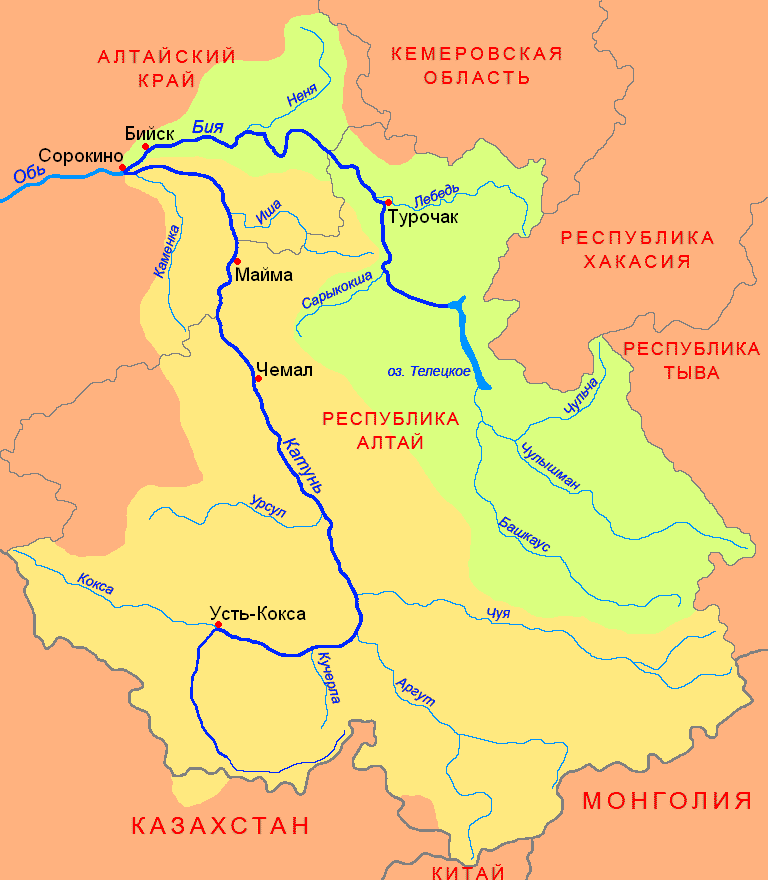
Бассейн Катуни

Иша берёт начало среди хребтов северного Алтая на севере Республики Алтай на крайнем востоке Чойского района возле границы с Турочакским районом на высоте примерно 550 м над уровнем моря. От истока на значительное расстояние течёт преимущественно на запад в широкой долине между горами высотой 500—1000 м. После райцентра Чоя река поворачивает на северо-запад, принимает слева воды своего крупнейшего притока Малой Иши и вскоре после этого резко поворачивает на север, образуя на этом отрезке границу между Республикой Алтай и Алтайским краем. Сразу после выхода на территорию Алтайского края снова отклоняется к северо-западу и течёт мимо невысокого хребта Становая Грива до посёлка Карагайка, где поворачивает на запад, после слияния с правым притоком Чапшей — на юго-запад. От села Новозыково течёт на запад, перед селом Усть-Иша поворачивает на север. Незадолго до села Новая Суртайка резко обращает на запад и через 10 км впадает в Катунь вблизи села Мост-Иша на высоте 220 м над уровнем моря. Устье реки находится в 80 км от устья реки Катунь по правому берегу. В районе устья Иша имеет 90-130 м в ширину и глубину до 1 м, скорость течения 0,4 м/с.

## Притоки
(указано расстояние от устья)
- 15 км: Тала-Ишинская
- 29 км: Карагуж
- 40 км: Ташта (Шикшак)
- 54 км: Чапша
- Щучка
- Карагайка
- 72 км: Большой Чаиш
- Чаиш
- Кувчак
- 75 км: Тайнушка
- Чиста
- 90 км: Устюбень
- Малая Юга
- Ерондушка
- Буланак
- Саразонка
- Говоровка
- 113 км: Малая Иша
- Киска
- 121 км: Чойка
- 127 км: Югала
- Ульяновка
- Меньшиков Коногач
- Кутерьба
- 135 км: Шиловка
- Кулизень
- 141 км: Иня
- Петрушкин
- Каменушка
- Сухаревка
- Худая Речка
- Сарызан
- 157 км: Ускуч
- 157 км: Катычак
- 157 км: Тюрбик
- 157 км: Караса
- Чербак

## Гидрология
Длина 162 км, площадь водосборного бассейна — 3430 км². Среднегодовой расход воды — в 15 км от устья около села Усть-Иша в 1932—2000 годах, составляет 35,7 м³/с. Многолетний минимум стока наблюдается в феврале (4,16 м³/с), максимум — в апреле (170 м³/с). За период наблюдений абсолютный минимум месячного стока (2 м³/с) наблюдался в январе 1956 года, абсолютный максимум (428 м³/с) — в мае 1966.

## Инфраструктура
Река течёт по территории Чойского района Республики Алтай и Красногорского района Алтайского края; бассейн Иши также в основном лежит в пределах этих районов; только верховья некоторых её притоков находятся на востоке Майминского и юге Турочакского районов Республики Алтай.
Населённые пункты на реке: Ускуч, Ишимск, Советский, Чоя, Гусевка, Киска (Республика Алтай), Тайна, Ивановка, Карагайка, Курлек, Новозыково, Карагуж, Горный, Усть-Иша, Новая Суртайка, Мост-Иша (Алтайский край).
Около устья Иши пересекает автомобильный мост на федеральной автотрассе М52 Новосибирск — монгольская граница (Чуйский тракт); село Мост-Иша расположено возле этого моста.
Региональная автодорога Горно-Алтайск — Чоя — Артыбаш, связывающей столицу Республики Алтай с Телецким озером, проходит вдоль верхнего течения Иши, местами удаляясь от неё на несколько километров. В селе Чоя реку пересекает мост, по которому дорога переходит с южного берега на северный; неподалёку от истока в селе Ускуч дорога пересекает реку в обратном направлении.

## Данные водного реестра
По данным государственного водного реестра России относится к Верхнеобскому бассейновому округу, водохозяйственный участок реки — Катунь, речной подбассейн реки — Бия и Катунь. Речной бассейн реки — (Верхняя) Обь до впадения Иртыша.